# Beallara
× Beallara viết tắt trong thương mại là Bllra. là một chi lan lai giữa các chi Brassia, Cochlioda, Miltonia và Odontoglossum (Brs. x Cda. x Milt. x Odm.).

## Hình ảnh

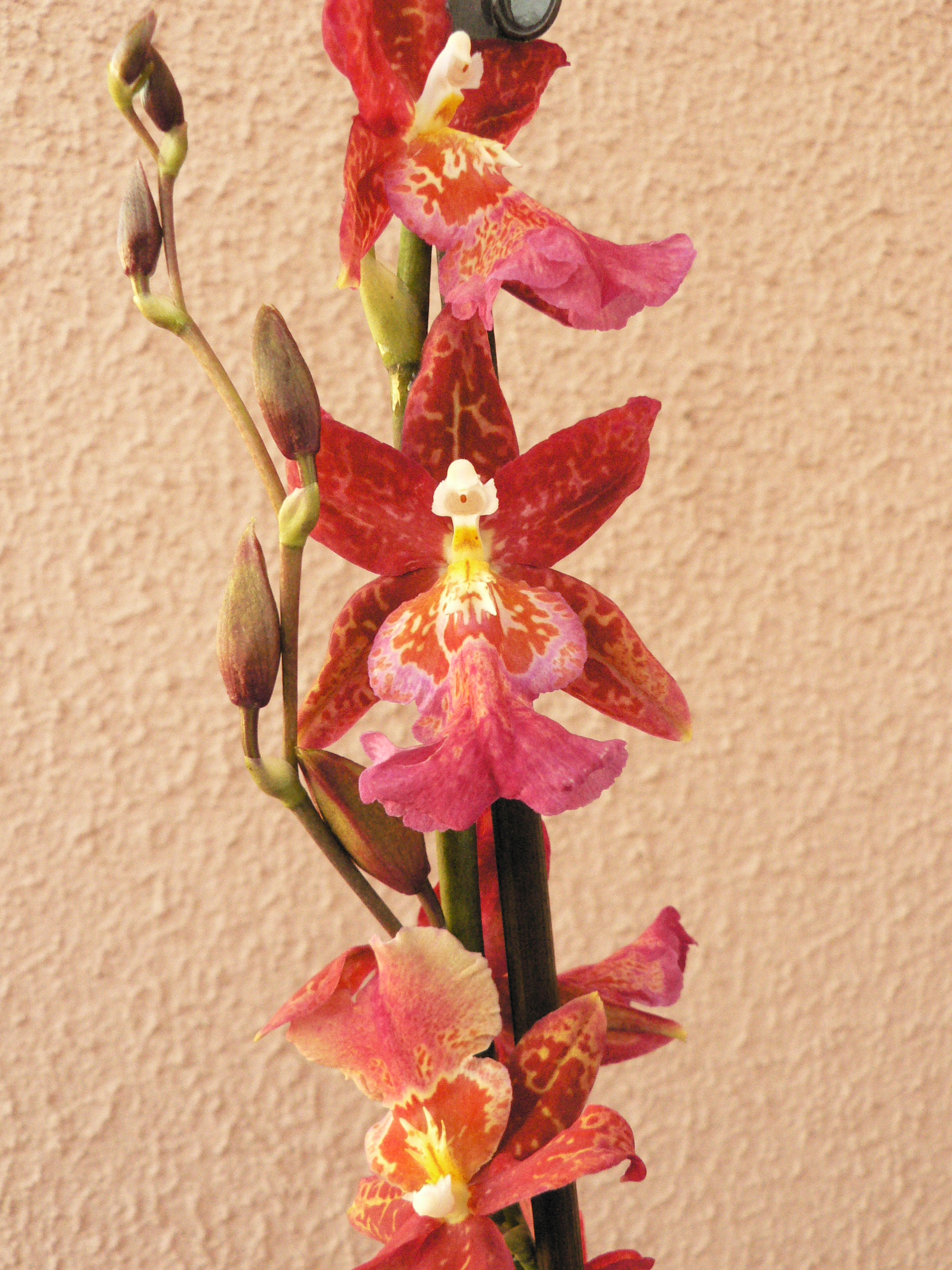